# Burbek (Bünzau)
Der Burbek ist ein Nebenfluss der Bünzau in Schleswig-Holstein. 
Der Fluss hat eine Länge von ca. 2,5 km. Er entspringt in Aukrug zwischen den Ortsteilen Homfeld und Innien und mündet östlich von Innien in die Bünzau. Der überwiegende Teil des Flusslaufes wurde während der Flurbereinigung verrohrt, lediglich 250 m des Oberlaufes und die letzten 300 m des Unterlaufes sind noch naturnah erhalten.